# Kurt Striegler
Kurt Emil Striegler (7 de gener de 1886 - 4 d'agost de 1958) va ser un compositor i director d'orquestra alemany.

## Biografia i carrera

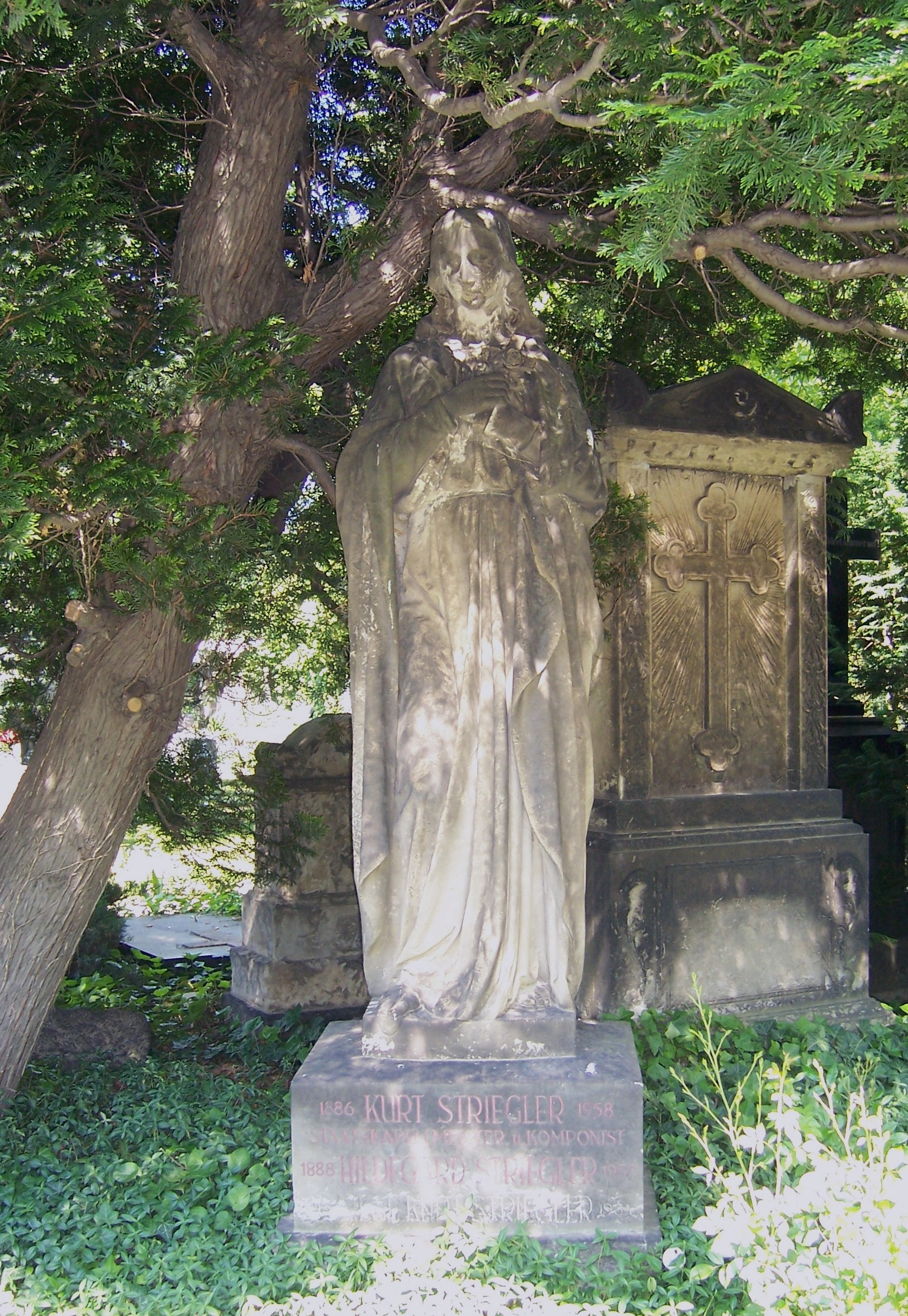
Tomba de Kurt Striegler al Cementiri Catòlic Antic de Dresden

Nascut a Dresden, fill d'un músic de cambra al Teatre Estatal Saxó, va assistir al Royal Saxon Kapellknaben Institute de Dresden i va ser nomenat aspirant a mestre de capella a la Dresdner Hofkapelle per Ernst von Schuch el 1905. El 1912, va ser nomenat mestre de capella. Durant més de 50 anys, va estar compromès amb la vida musical de Dresden com a professor, director d'orquestra, músic i compositor. De 1939 a 1945, va dirigir la Singakademie Dresden, la Societat Coral Masculina de Dresden i va ser professor de composició, formació de directors i ensenyament d'instrumentació a l'escola d'orquestra de la Staatskapelle Dresden. Els estudiants de Strieglers inclouen el compositor, escriptor, llibretista i director Robert Bosshart, el director d'orquestra Rolf Kleinert, el compositor i director d'orquestra Herbert Trantow i el compositor Hilding Rosenberg. Striegler era membre del NSDAP i el 1933 va succeir a Paul Büttner, director de la Hochschule für Musik Carl Maria von Weber Dresden, i Fritz Busch, director general de música de la Semperoper, tots dos havien estat forçats a deixar el càrrec pels governants nacionalsocialistes.
El 1950, Striegler es va traslladar a Múnic. El 1953, el pintor i artista gràfic Otto Dix va crear la litografia "Kurt Striegler". Striegler va morir el 1958 a Wildthurn/Landau als 72 anys. Va ser enterrat al cementiri antic catòlic de Dresden.

## Obres (selecció)
- 1911: Elfenried (balada de Max Freygang)
- 1920: Auf Schwingen des Windes (una seqüència de cançons per a una veu cantant amb piano)
- 1920: Bardengesang
- 1923: Marxa turca d'Izmır
- 1924: Hand und Herz (òpera segons Ludwig Anzengruber, llibret del compositor)
- 1930: Frühlings-Hymne (per a cor i orquestra masculins)
- 1932: Dagmar (Òpera), llibret: Robert Bosshart
- 1950: Glück
- 1955: Der Fink (balada per a soprano de coloratura i orquestra)
- 1956: Blumenritornelle (per a una veu i orquestra de cambra)

## Enregistraments (selecció)
- Karl Böhm, Kurt Striegler/ Hans Pfitzner, Richard Strauss: Edició Staatskapelle Dresden – Volum 13. Hans Pfitzner: Sinfonie C-Dur, Richard Strauss: Don Juan, Till Eulenspiegel's Merry Pranks, Salomes Tanz, Festliches Präludium Hans Ander-Donath, Silbermann-Orgel de la Dresdner Frauenkirche. Staatskapelle Dresden/Karl Böhm, Kurt Striegler [1939–1944]. CD PH07010
- Richard Wagner: Die Walküre. Edició Staatskapelle Dresden – Volum 23. (1. Aufzug), Szenen aus Tannhäuser, Der fliegende Holländer, Die Meistersinger von Nürnberg, Siegfried, die Götterdämmerung Margarete Teschemacher, Max Lorenz, Kurt Böhme, Josef Herrmann, ⁣ Karl Ellerdorf [1]. 2CD PH07048
- Sorbische Rhapsodie für großes Orchester (1954). 5. Satz – Allegro vivace Volkstanz, durada: 7:26, MDR Leipzig Radio Symphony Orchestra, Kurt Striegler, Lizenziert durch Deutsches Rundfunkarchiv a RBB Media GmbH, enregistrament: 22 de desembre de 1954, Leipzig